# Wc (Unix)
wc (word count) es un comando utilizado en el sistema operativo Unix que permite realizar diferentes conteos desde la entrada estándar, ya sea de palabras, caracteres o saltos de líneas.
El programa lee la entrada estándar o una lista concatenada y genera una o más de las estadísticas siguientes: conteo de líneas, conteo de palabras, y conteo de bytes. Si se le pasa como parámetro una lista de archivos, muestra estadísticas de cada archivo individual y luego las estadísticas generales.

## Modo de uso
```
   wc -l <fichero> número de líneas 
   wc -c <fichero> número de bytes
   wc -m <fichero> imprime el número de caracteres
   wc -L <fichero> imprime la longitud de la línea más larga
   wc -w <fichero> imprime el número de palabras
```

## Ejemplo de uso
```
$ wc ideas.txt excerpt.txt 
     40     149     947 ideas.txt
   2294   16638   97724 excerpt.txt
   2334   16787   98671 total
```

## Combinación con otros comandos
Concatenamos el contenido del archivo /etc/passwd, con grep buscamos todas las líneas que contengan “/home” en su contenido, y con wc -l contamos las líneas resultantes.
```
$ cat /etc/passwd | grep /home | wc -l 
   3
```